# Alabardieri del Palazzo Ducale di Milano
Gli Alabardieri del Palazzo Ducale di Milano costituivano un piccolo corpo di guardia di militi armati di alabarda che prestavano servizio alla porta dell'allora Palazzo Ducale di Milano, oggi Palazzo Reale, già dai tempi sforzeschi sede dell'amministrazione del ducato. Erano agli ordini del Capitano della Porta del palazzo.

## Storia
Sull'origine del corpo non vi è certezza documentale, ma da alcuni carteggi del XVI secolo parrebbe essere già esistente nel periodo sforzesco terminato con la deposizione del duca Francesco II Sforza nel 1535. Singolarmente il corpo degli alabardieri sopravvisse e si mantenne in vita, attraverso tutti i governi che si succedettero nella storia dello Stato di Milano, fino al 1754 sotto la dominazione asburgica.
Il primo documento che testimonia diffusamente del Corpo è datato 12 maggio 1630: in esso si riferisce che il Capitano della Porta lamenta che le trenta alabarde dei soldati [...] già venticinque anni passate fatte, sono guaste e spezzate, fatto che mette in imbarazzo il Capitano. Nello stesso documento si legge quindi che venne dato ordine al "Commissario Generale delle munitioni" di preventivare la spesa per la manutenzione delle armi che viene definita in Lire 24 cadauna per la forgiatura di venticinque nuove alabarde.
Nell'anno 1737 per ragioni di economia l'imperatore Carlo VI abolì il corrispondente "Corpo degli Alabardieri della Guardia del Castello [Sforzesco]"; nel 1754 venne quindi soppresso anche il Corpo degli Alabarideri del Palazzo Ducale. Il 23 gennaio di quello stesso anno una nota del Commissario Generale comunicava che le trentasei alabarde del corpo erano state ritirate e trasferite nell'arsenale del Castello.